# Houquan
L'Houquan (猴拳, pugilato della scimmia) è uno stile di arti marziali cinesi che appartiene alla categoria Xiangxingquan, in quanto imita le movenze della scimmia.

## Substrato culturale
Un membro importante della corte imperiale all'epoca della dinastia Han, eseguì una danza della scimmia (猕猴舞, Mihouwu o danza del macaco) sotto l'influenza dell'alcool durante una grande festa.
In una tomba risalente allo stesso periodo, ritrovata ad est di Changsha (长沙) in Hunan, è stato ritrovato un dipinto in seta (帛画, Bohua), chiamato Daoyintu (导引图)  in cui sono rappresentati fedelmente i movimenti della scimmia.
La scimmia (hou) è anche uno degli animali del Wuqinxi.
Il re delle scimmie è un ruolo classico dell'opera cinese.

## Lo stile
Il Jixiao Xinshu (纪效新书) di Qi Jiguang (戚继光) è il primo testo a menzionare esplicitamente l'Houquan. 
Wang Shixing (王世性) nel suo Songshan youji (嵩山游记, appunti di viaggio al Songshan) racconta di aver visto un monaco del tempio Shaolin che si muoveva come una scimmia.
Un altro letterato, Zheng Ruozeng (郑若曾) nel 1564 scrive il Jiangnan jinglue (江南经略) in cui riferisce di un Houquan sanshiliu lu (猴拳三十六路, 36 strade del pugilato della scimmia).
In seguito se ne trovano tracce durante l'epoca della dinastia Qing, in particolare nello Shaanxi (陕西).
In questo secolo è divenuto famoso il maestro Xiao Yingpeng (肖应鹏), che ha imparato la variante Emei dell'Houquan (峨嵋猴拳) da Hu Jianqiu (胡健秋), un vecchio maestro di Chongqing (重庆).

## Il dimostrativo per le gare
Il maestro Xiao Yingpeng (肖应鹏), soprannominato il re scimmia, ha creato una sintesi di questo stile per le gare del Wushu moderno o sportivo. Il nome del Taolu è sempre Houquan e si divide in 8 duan (parti) per un totale di 49 movimenti principali, se non si contano le ripetizioni ed i passaggi.

## Houquan Ershisi Lu
Nel libro Jintai Quanpu 金台拳谱 (Spartito del Pugilato di Jintai) viene descritta una sequenza chiamata Houquan Ershisi Lu 猴拳二十四路 (Pugilato della Scimmia in 24 sequenze).

## Shiliu Lu Houquan Shashou
Shao Faming descrive una forma detta Shiliu Lu Houquan Shashou 十六路猴拳杀手 .

## Riferimenti nell'intrattenimento
Eileen, un personaggio di Virtua Fighter 5, pratica l'Houquan.

### Video
- Houquan, su youtube.com.
- Houquan, su youtube.com.